# Клівенко Юрій Федорович
Юрі́й Фе́дорович Кліве́нко — український військовий медик, полковник медичної служби Збройних сил України. Заслужений працівник охорони здоров'я України (2014), учасник російсько-української війни.
Служив у військах ППО та Повітряних сил ЗС України.
Обіймав посаду начальника відділу оборонного планування та мобілізаційної роботи Центрального військово-медичного управління Збройних Сил України.
В червні 2013 року наказом начальника Генерального штабу ЗС України призначений начальником Центрального військово-медичного управління.
У 2019 році на посаді т.в.о. начальника медичної служби територіального управління Служби судової охорони у Одеській області.